# (70027) 1999 BQ15
1999 بي كيو 15 (ويعرف أيضًا باسم (70027) 1999 بي كيو 15 وفق تسمية الكوكب الصغير) (بالإنجليزية: 1999 BQ15)‏ هو كويكب ضمن حزام الكويكبات؛ وترتيبه 70027 من حيث الاكتشاف.
اكتُشف هذا الجُرم الفلكي بواسطة برنامج شميدت للكويكبات في بكين في 18 يناير 1999.

## وصلات خارجية
- (70027) 1999 BQ15 في قاعدة بيانات مختبر الدفع النفاث لأجرام النظام الشمسي الصغيرة

- الاكتشاف · مخطط المدار ·  العناصر المدارية · المعلمات المادية

- (70027) 1999 BQ15 على موقع ويكي سكاي: DSS2, SDSS, GALEX, IRAS, Hydrogen α, X-Ray, Astrophoto, Sky Map, Articles and images